# Judd Vinet
Judd Vinet (nascut el 1980 a Colúmbia Britànica, Canadà) és un informàtic canadenc, desenvolupador de diversos programes entre ells la distribució Arch Linux (iniciada l'11 de març de 2002) o el gestor de paquets pacman. L'1 d'octubre de 2007 però abandonaria el lideratge de la distribució, transferint el control del projecte a Aaron Griffin.
El 2004 es diplomà en informàtica a la Universitat de Victoria al Canadà.
Treballa d'administrador i programador en una petita companyia anomenada Wondermill Webworks, que li permet tenir temps lliure per dedicar-lo a Arch durant la seva jornada laboral, i a més li proveeix el servidor CVS de desenvolupament i paga part dels costos d'allotjament dels servidors principals.
Ha admès ser també un amant de la guitarra, amb la qual compara la composició musical amb la programació de codi informàtic. I penja algunes partitures de cançons de grups reconeguts a una secció del seu blog personal.
Ha creat altres projectes en informàtica, com per exemple Pronto (un marc de desenvolupament web escrit en PHP que se centra en la reutilització de codi, l'extensibilitat i la velocitat) o Phatso (un micro marc de desenvolupament PHP molt petit i simple de més o menys 100 línies centrant-se únicament en una expedició de codi base i la funcionalitat de la plantilla).